# 빅터 웹스터
빅터 웹스터(Victor Webster, 1973년 2월 7일 ~ )는 캐나다의 배우이다.

## 출연 작품

### 드라마
- 뮤턴트X

### 영화
- 윙스 오버 에베레스트 - 빅터 호크 역